# Estação St. Patrick
St. Patrick é uma estação do metrô de Toronto, localizada na secção University da linha Yonge-University-Spadina. Localiza-se no cruzamento da University Avenue com a Dundas Street. St. Patrick não possui um terminal de ônibus/bonde integrado, e passageiros das linhas de superfície do Toronto Transit Commission que conectam-se com a estação precisam de um transfer para poderem transferirem-se da linha de superfície para o metrô e vice-versa. O nome da estação provém da St. Patrick Street, uma rua localizada a dois quateirões oeste da estação.